# Evodianthus funifer
Evodianthus funifer là một loài thực vật có hoa trong họ Cyclanthaceae. Loài này được (Poit.) Lindm. miêu tả khoa học đầu tiên năm 1900.